# Lukas Köhler

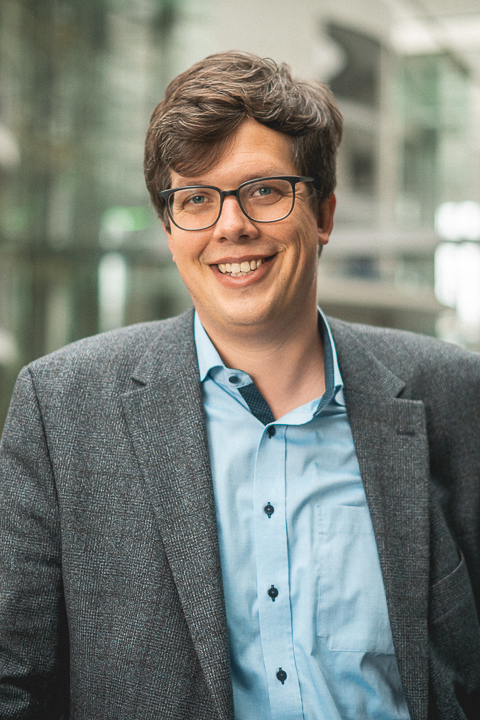
Lukas Köhler, 2020

Lukas Otto Köhler (* 20. August 1986 in München) ist ein deutscher Politiker (FDP). Von 2017 bis 2025 war er Mitglied des Deutschen Bundestages und dort stellvertretender Vorsitzender der FDP-Fraktion. Seit 2019 ist Köhler zudem Beisitzer im Bundesvorstand der FDP und seit 2023 stellvertretender Landesvorsitzender der FDP Bayern.

## Leben
Lukas Köhler legte die Abiturprüfung 2005 am Otto-Hahn-Gymnasium in Monheim ab und studierte nach dem Zivildienst im St. Josef Krankenhaus Monheim am Rhein Philosophie in München mit dem Abschluss Baccalaureate und in London mit dem Abschluss als Master. Von 2011 bis 2015 fertigte er seine Dissertation „Über die Repräsentation von Non-Voice-Parties in demokratischen Staaten“ an der Hochschule für Philosophie München, einer staatlich anerkannten Hochschule in Trägerschaft der Gesellschaft Jesu, an. Anschließend übernahm er nach eigenen Angaben die Geschäftsführung eines an der Hochschule zu dieser Zeit im Aufbau befindlichen Zentrums für Umweltethik und Umweltbildung.
Köhler ist römisch-katholisch, verheiratet und Vater zweier Kinder.

## Partei und Politik
Lukas Köhler trat 2011 in die Jungen Liberalen und in die FDP ein. Von 2014 bis 2017 amtierte er als Landesvorsitzender der Jungen Liberalen Bayern.
Zur Bundestagswahl 2017 trat Köhler für die FDP im Wahlkreis München-West/Mitte an und zog über Platz 6 der Landesliste der FDP Bayern in den 19. Deutschen Bundestag ein.
Im 19. Deutschen Bundestag war er ordentliches Mitglied im Parlamentarischen Beirat für nachhaltige Entwicklung und Obmann für die FDP-Fraktion im Ausschuss für Umwelt, Naturschutz und Reaktorsicherheit sowie stellvertretendes Mitglied im Ausschuss für Menschenrechte und humanitäre Hilfe. Köhler war zudem der Sprecher für Klimapolitik der FDP-Fraktion im Bundestag und Mitglied der überparteilichen Europa-Union Deutschland, die sich für ein föderales Europa und den europäischen Einigungsprozess einsetzt. Beim 79. ordentlichen Parteitag der FDP Bayern am 16. und 17. November 2019 wurde er zu deren Generalsekretär gewählt. Seit April 2019 ist Köhler außerdem Beisitzer des Bundesvorstands der FDP.
Bei der Bundestagswahl 2021 zog er über Platz 4 der Landesliste erneut in den 20. Deutschen Bundestag ein. Am 7. Dezember 2021 wurde er zum stellvertretenden Fraktionsvorsitzenden mit den Zuständigkeiten Arbeit & Soziales, Gesundheit, Tourismus, Wirtschaft, Mittelstand und Handwerk sowie Klima und Energie gewählt. Im November 2023 wurde er als stellvertretender Landesvorsitzender gewählt; sein Nachfolger als Generalsekretär ist Christoph Skutella. Bei der Bundestagswahl 2025 zog er nicht erneut in den Deutschen Bundestag ein.
Köhler sitzt im Rat der Agora Energiewende und plädiert für eine vorzeitige Erhöhung der CO2-Bepreisung.

## Schriften
- Die Repräsentation von Non-Voice-Partys in Demokratien: Argumente zur Vertretung der Menschen ohne Stimme als Teil des Volkes. Springer VS, Wiesbaden 2017, ISBN 978-3-658-16699-1 (Dissertation, Hochschule für Philosophie München 2015).